# Cross-Origin Resource Sharing
Cross-Origin Resource Sharing (CORS, спільне використання ресурсів з різних джерел) — механізм безпеки сучасних браузерів, який дозволяє вебсторінкам використовувати дані, що розміщені на інших доменах. Тобто втілює захист для вебсторінок, які не відповідають політиці одного походження.
Раніше для отримання доступу до ресурсів з інших адрес використовувався JSONP, проте він має суттєве обмеження  підтримує тільки GET запити. Використання CORS дозволяє вебпрограмісту використовувати звичайний XMLHttpRequest, який дозволяє кращу обробку помилок ніж JSONP. З іншого боку, JSONP працює на застарілих браузерах, які не мають підтримки CORS. CORS підтримується більшістю сучасних браузерів.
Для реалізації цього механізму, вебсервер з якого завантажується вебсторінка додає в HTTP-заголовок окремий тег, в якому перераховано домени, з яких вебсторінка може отримувати дані.
Access-Control-Allow-Origin: https://uk.wikipedia.org
Браузер, який отримав таку відповідь від вебсервера, дозволить вебсторінці запитувати та отримувати дані тільки від двох вебсерверів: 1) з якого вебсторінка була завантажена та 2) з https://uk.wikipedia.org [Архівовано 16 травня 2008 у Wayback Machine.]

## Зноски
1. ↑  Архівована копія. Архів оригіналу за 21 березня 2017. Процитовано 14 жовтня 2011.{{cite web}}:  Обслуговування CS1: Сторінки з текстом «archived copy» як значення параметру title (посилання)
2. ↑  Архівована копія. Архів оригіналу за 29 квітня 2016. Процитовано 14 жовтня 2011.{{cite web}}:  Обслуговування CS1: Сторінки з текстом «archived copy» як значення параметру title (посилання)